# Дом Рамазановых
Дом Рамазановых (азерб. Ramazanovların evi) — здание XIX века, расположенное в Ичеришехер, Баку, Азербайджан. Постановлением Кабинета министров Азербайджанской Республики № 132 от 2 августа 2001 года здание охраняется государством и внесена в список памятников архитектуры.

## История
Здание было построено в 1895 году по распоряжению купца Гаджи Мамедкерима Рамазанова.
Четырёхэтажное здание было возведено в национально-романтическом стиле. На первом этаже здания был открыт электротеатр «Эрмес». Второй этаж сдавался в аренду коммерсанту Рагимхану. На третьем этаже находились магазины предмет роскоши. На четвёртом этаже проживала сама семья Рамазановых.
В период советской власти был национализирован и разделён на отдельные квартиры. В настоящее время в здании проживают две семьи из рода Рамазановых.
По распоряжению президента Азербайджана Ильхама Алиева здание объявлено памятником архитектуры.

## Внешние ссылки
- Вендетта по-бакински! Фуад Ахундов о семействе Рамазановых!